# عمارت لطفی
عمارت لطفی مربوط به دوره قاجار است و در دامغان، میدان امام، کوچه مدرسه موسویه، سمت چپ واقع شده و این اثر در تاریخ ۲۷ آبان ۱۳۸۶ با شمارهٔ ثبت ۲۰۲۴۰ به‌عنوان یکی از آثار ملی ایران به ثبت رسیده است.